# جمعه‌کند

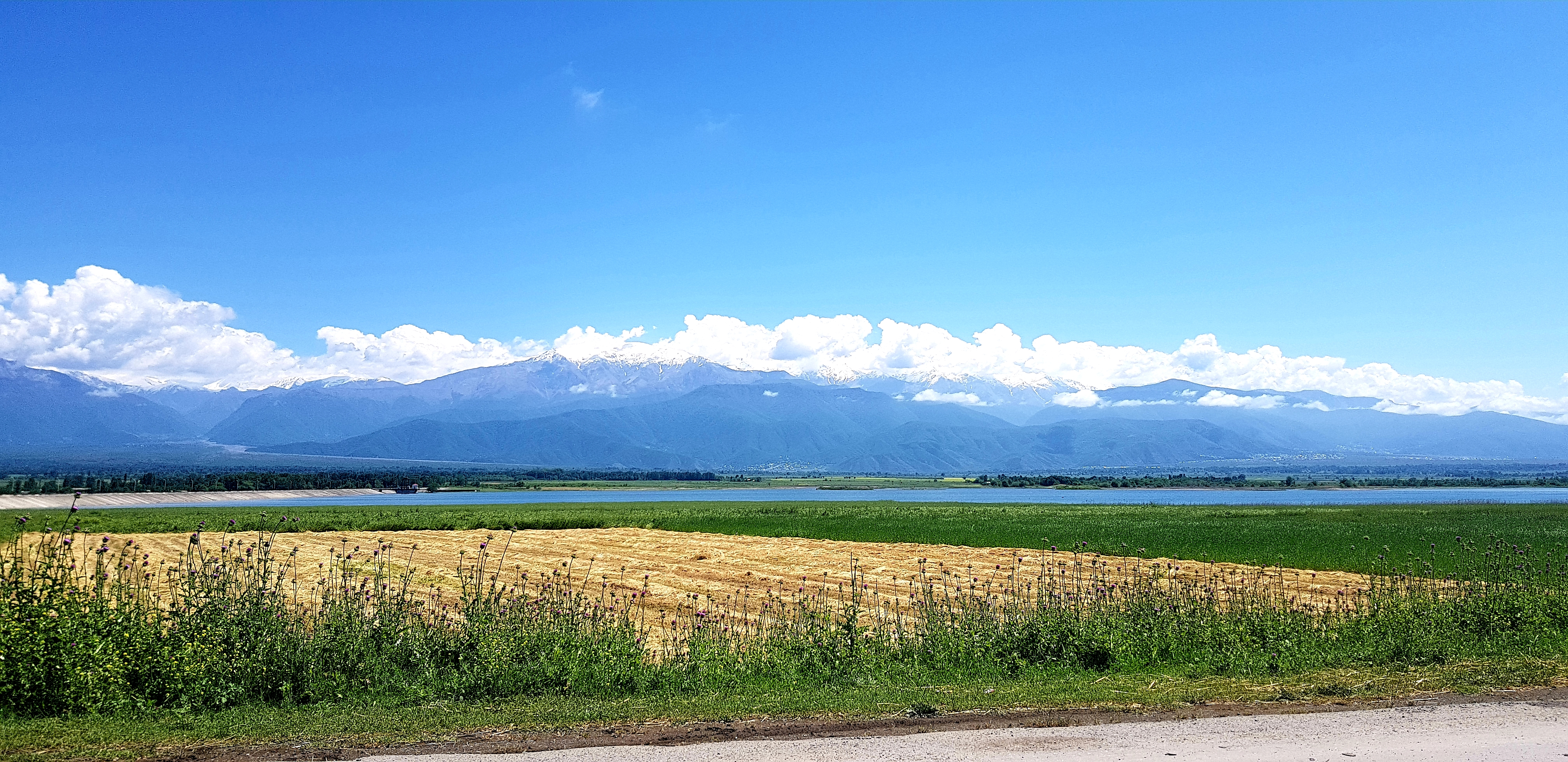
تصویری از طبیعت جمعه‌کند

جمعه‌کند (به لاتین: Cumakənd یا جمعه Cuma) یک منطقه مسکونی در جمهوری آذربایجان است که در شهرستان شکی واقع شده است. جمعه‌کند ۱۹۸۴ نفر جمعیت دارد.